# Oleksandr Prevar
Oleksandr Prevar, nascido a 28 de junho de 1990 em Vinnytsia, é um ciclista ucraniano, membro da equipa Yunnan Lvshan Landscape.

## Palmarés
2016
- Odessa Grand Prix[1]
- 3.º no Campeonato da Ucrânia Contrarrelógio

2017
- Horizon Park Classic
- 3.º no Campeonato da Ucrânia Contrarrelógio

2018
- 1 etapa do Tour de Szeklerland